# 폴 나쉬

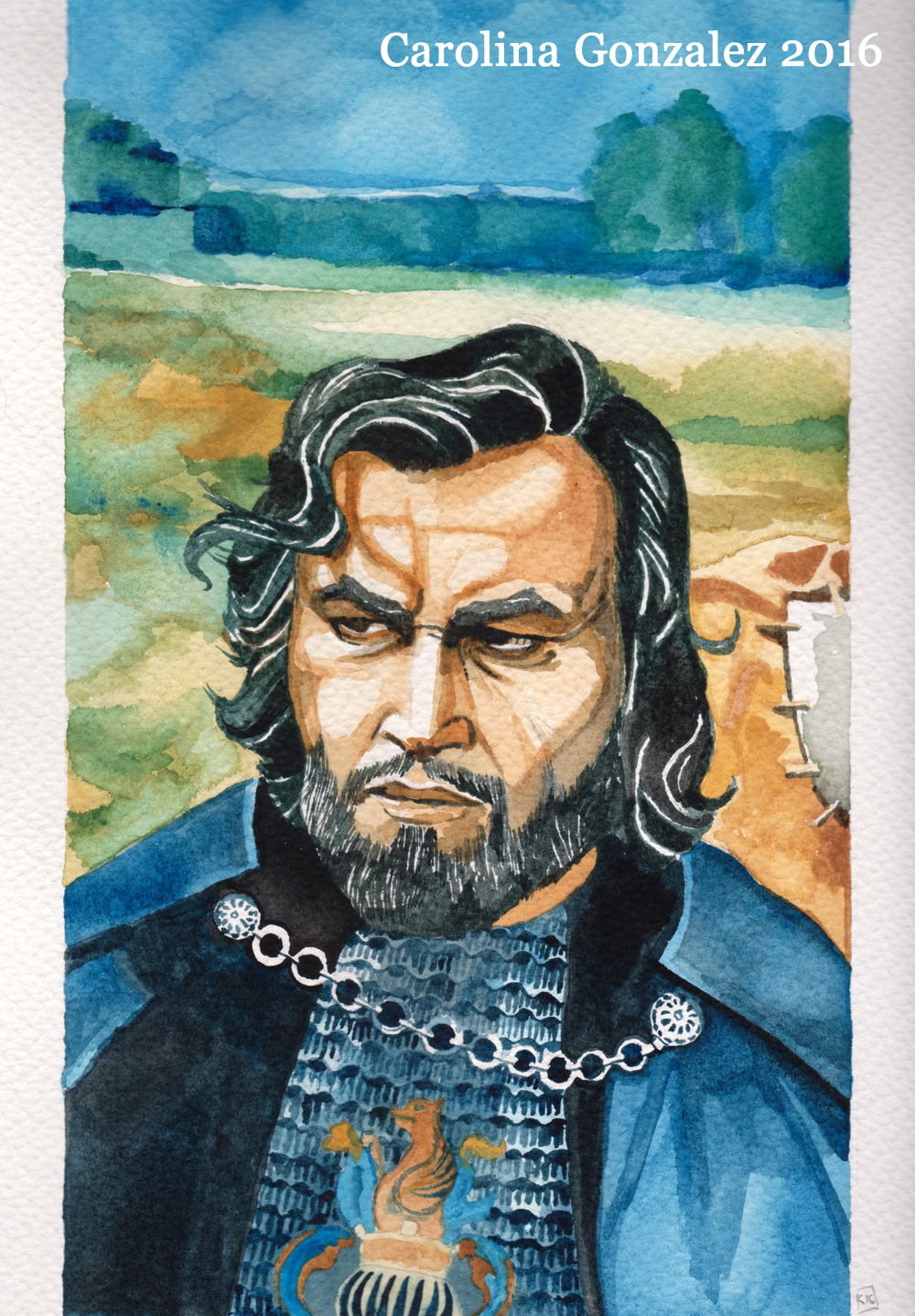

폴 나쉬(Jacinto Molina, 1934년 9월 6일~2009년 11월 30일)는 스페인의 영화 감독, 각본가, 영화배우이다.
마드리드에서 태어났으며 마드리드에서 사망하였다. 사인은 췌장암이다.

## 영화
- 사도(영어판)(2012년)
- 포비든 섀도우(2010년) - 제르바스 역
- 프랑켄슈타인 시티를 봤던 사나이(2010년)
- 나디에(2005년)
- 늑대인간의 무덤(2004년)
- 드라큐라 백작 부인의 피의 의식(2004년)
- 터미네이터 독(2004년) - 커파드 역
- 붉은 피(2004년) - 파블로 역
- 늑대인간의 밤(1981년)
- 몬스터 아일랜드(1981년)
- 야수의 저주(1975년)
- 호러 라이즈 프롬 더 툽(1973년)
- 좀비들의 복수(1973년)
- 더 그레이트 러브 오브 카운트 드라큐라(1972년)
- 늑대인간의 분노(1972년)
- 지킬 박사와 늑대인간(1972년)
- 마크 오브 더 울프맨(1968년)